# NK Primorje
NK Primorje, vereinzelt auch als Primorje Ajdovščina bezeichnet, war ein slowenischer Fußballverein aus Ajdovščina. Der Verein spielte mehrere Spielzeiten in der Slovenska Nogometna Liga und stand mehrfach im Finale des Landespokals.

## Geschichte
Der 1924 gegründete NK Primorje trat nach der Unabhängigkeit Sloweniens 1991 zunächst unterklassig an. Im Sommer 1993 gelang als Tabellenzweiter der zweiten Liga erstmals der Aufstieg in die Slovenska Nogometna Liga. Hier etablierte sich die Mannschaft im hinteren Bereich der Tabelle und befand sich teilweise im Kampf um den Klassenerhalt.
1996 erreichte NK Primorje erstmals das Pokalfinale, in dem sie sich in Hin- und Rückspiel NK Olimpija Ljubljana geschlagen geben mussten. Im folgenden Jahr überraschte die Mannschaft als Vizemeister hinter Maribor Branik. Zudem zog der Klub erneut ins Pokalfinale ein, dieses Mal setzte sich der Meister aus Maribor nach einem 0:0-Unentschieden und einem 3:0-Erfolg durch und gewann das Double. Damit qualifizierte sich NK Primorje erstmals für den Europapokal. Im Europapokal der Pokalsieger 1997/98 zog die Mannschaft nach Siegen gegen Union Luxemburg und AIK aus Schweden ins Achtelfinale ein, wo sie gegen den niederländischen Vertreter Roda JC Kerkrade nach zwei Niederlagen ausschied. In der Liga verpasste die Mannschaft als Tabellenvierter knapp den UEFA-Pokal, zog aber zum dritten Mal in Folge ins Endspiel um den Landespokal ein. Nach einem 2:1-Hinspielsieg bedeutete eine 0:3-Rückspielniederlage gegen NK Rudar Velenje erneut das Verpassen des Titelgewinns.
Die folgenden Spielzeiten gestalteten sich für NK Primorje wechselhaft. Stand die Mannschaft in der Spielzeit 1998/99 noch im Abstiegskampf, gelang 2001 ein dritter Platz. 2002 wiederholte die Mannschaft als Vizemeister das beste Ergebnis in der Vereinsgeschichte, Serienmeister NK Maribor wies sechs Punkte Vorsprung auf. 2004 zog die Mannschaft als Vierter in die sechs Klubs umfassende Meisterschaftsendrunde ein, belegte dort jedoch den letzten Platz. Da Olimpija Ljubljana keine UEFA-Lizenz erhielt und FC Koper sowie Mura Murska Sobota keine beantragt hatten, qualifizierte sich die Mannschaft dennoch für den UEFA-Pokal 2004/05. Hier scheiterte sie in der zweiten Qualifikationsrunde an Dinamo Zagreb.
Anschließend waren die Spielzeiten erneut wechselhaft. 2006 belegte die Mannschaft von NK Primorje als Drittletzte den letzten Nichtabstiegsplatz. Es folgten zwei Jahre im Mittelfeld der Tabelle, ehe der Klub 2009 in die Zweitklassigkeit abstieg. Dem sofortigen Wiederaufstieg folgte der direkte Abstieg als Tabellenletzter.
Nach dem Abstieg aus der ersten Liga 2010/11 löste sich der Verein noch Ende Mai 2011 wegen finanzieller Schwierigkeiten auf.
Nach dem Aus des Vereines wurde 2011 ein neuer Verein unter dem Namen DNŠ Ajdovščina gegründet und musste in der vierten Liga des slowenischen Ligasystemes neu anfangen. Somit konnten alle Jugendabteilungen aufgefangen und neu integriert werden.

## Trainer
- Michael Petrović (1998–1999, 2001–2002)
- Bojan Prašnikar (2006–2007)

## Spieler
- Janez Strajnar (1994–2005)
- Željko Mitrakovič (2000–2002)